# Якубович Семен Абрамович
 Ха́цкель (Семе́н) Абра́мович Якубо́вич (нар. 31 січня 1923, Лебедин — 3 жовтня 2017, Харків) — український скульптор; член Харківської організації Спілки художників України від 1962 року та Національної спілки театральних діячів України від 1998 року.

## Біографія
Народився 31 січня (згідно паспорта 26 січня) 1923 року в місті Лебедині (нині Сумська область, Україна). Впродовж 1938—1941 років навчався в Харківському художньому училищі. У 1947—1950 роках — вільнослухач Харківського художнього інституту (викладачі Ірина Мельгунова, Адолья Страхов).
Від 1950 року працював на Харківській скульптурній фабриці Художнього фонду УРСР. Жив у Харкові в будинку на вулиці Снігирівській № 14/22, квартира 139, потім в будинку на вулиці Культури № 20, квартира 18.

## Творчість
Працював у галузі станкової і монументальної скульптури. Серед робіт:
- «Партизан» (1957);
- «Тарас Шевченко» (1961);
- «Бувалий моряк» (1965);
- «За владу Рад» (1967);
- «Герой Радянського Союзу льотчик генерал Тихонов» (1969);

пам'ятники у Харкові
- погруддя Григорія Петровського на проспекті Героїв Харкова № 118, на території Харківського велозаводу (1964);
- стела «Зірка» на розі проспекту Героїв Харкова та вулиці Харківських дивізій (1973);
- Павлу Постишеву на вулиці Плеханівській № 77 (1977);
- погруддя Григорія Квітки-Основ'яненка на вулиці Квітки-Основ'яненка (1993);
- меморіальний комплекс родини Курбасів на 13-му цвинтарі (31 березня 1993 року).

меморіальні дошки у Харкові
- Олесю Курбасу (1989; вулиця Сумська, 9; Харківський академічний український драматичний театр імені Тараса Шевченка);
- Леоніду Бикову (вулиця Сумська, 9; Харківський академічний український драматичний театр імені Тараса Шевченка);
- Мар'яну Крушельницькому (вулиця Сумська, 9; Харківський академічний український драматичний театр імені Тараса Шевченка);
- Дмитру Багалію (вулиця Багалія, 9);
- Миколі Хвильовому (1993, вулиця Римарська, 19);
- Олесю Гончару (1997, вулиця Університетська, 23).

Оформив фасад Харківського зоопарку, а також створив багато скульптур на його території.
Брав участь у республіканських виставках від 1957 року, всесоюзних від 1965 року.
|              |                |                         |                   |               |
| Лесю Курбасу | Леоніду Бикову | Мар'яну Крушельницькому | Миколі Хвильовому | Олесю Гончару |